# Краснопілля (Олександрійський район)
Краснопі́лля (МФА: [krɐsn̪oˈpʲiʎːɐ] ( прослухати), колишня назва — Лелеківка Перша) — село в Україні, у Петрівській селищній громаді Олександрійського району Кіровоградської області. Населення становить 99 осіб.

## Історія
Станом на 1886 рік у селі, центрі Краснопільської волості Олександрійського повіту Херсонської губернії, мешкало 309 осіб, налічувалось 59 дворових господарств, існував молитовний будинок. За ½ версти — винокурений завод. За 15 верст — цегельний завод.
7 березня 1946 року указом Президії Верховної Ради УРСР село Лелеківка Перша було перейменовано на Краснопілля.

## Населення
Згідно з переписом УРСР 1989 року чисельність наявного населення села становила 118 осіб, з яких 56 чоловіків та 62 жінки.
За переписом населення України 2001 року в селі мешкало 99 осіб.

### Мова
Розподіл населення за рідною мовою за даними перепису 2001 року:
| Мова       | Відсоток |
| ---------- | -------- |
| українська | 90,91 %  |
| російська  | 6,06 %   |
| молдовська | 2,02 %   |
| білоруська | 1,01 %   |